# 烟曲霉
烟曲霉（学名：Aspergillus fumigatus）是属于散囊菌目发菌科曲霉属的一种真菌，可生长在土壤、空气、谷物、污染的食品、霉腐物等基物上。该种分布于中国、澳大利亚、比利时、加拿大、加纳、丹麦、德国、希腊、荷兰、印度、以色列、巴基斯坦、秘鲁、葡萄牙、斯里兰卡、泰国、乌克兰、英国、美国等地。
烟曲霉是一种重要的病原菌，能引起人与动物的曲霉病。煙麴黴存在於羅漢松屬植物裡，能夠產生紫杉醇，有抑癌活性，能令癌細胞凋亡。

## 变种
烟曲霉椭孢变种（学名：Aspergillus fumigatus var. ellipticus）是属于散囊菌目发菌科曲霉属的一种真菌，可生长在土壤、豆秆、霉水果、蝗虫尸体等基物上。该种分布于中国、印度、美国。